# Krzysztof Ciepliński (matematyk)
Krzysztof Ciepliński (ur. 14 września 1969 roku w Klimontowie) – polski matematyk, zajmujący się układami dynamicznymi, równaniami funkcyjnymi i stabilnością w sensie Hyersa-Ulama.

## Życiorys
Studia na kierunku matematyka ukończył w Wyższej Szkole Pedagogicznej (obecnie Uniwersytet Komisji Edukacji Narodowej) w Krakowie w 1993 roku. Na tej samej uczelni uzyskał następnie stopień doktora (w 2000, pod kierunkiem Marka Cezarego Zduna), a na Uniwersytecie Śląskim w Opawie stopień doktora habilitowanego (w 2012).
W latach 1993–2015 pracował w Instytucie Matematyki macierzystej uczelni, a w 2014 roku został zatrudniony na Wydziale Matematyki Stosowanej Akademii Górniczo-Hutniczej im. Stanisława Staszica w Krakowie na stanowisku profesora nadzwyczajnego.
Swoje prace publikował m.in. w „Journal of Mathematical Analysis and Applications”, „Journal of Fixed Point Theory and Applications”, „Applied Mathematics and Computation", „Nonlinear Analysis. Theory, Methods & Applications”, „Results in Mathematics” oraz „Mathematische Annalen". Redaktor gościnny specjalnych numerów kilku czasopism (m.in. „Discrete and Continuous Dynamical Systems” i „Discrete and Continuous Dynamical Systems. Series B”), 99. tomu Banach Center Publications i 124. tomu Springer Optimization and Its Applications. Publikuje także w „Forum Akademickim".
Współorganizator kilku międzynarodowych konferencji. Pomysłodawca i przewodniczący komitetów organizacyjnych konferencji Dynamical Systems, Difference and Functional Equations oraz Dynamics, Equations and Applications (DEA 2019).